# Clara (Mirbeau)
Clara es el personaje femenino principal de la novela del escritor francés Octave Mirbeau, Le Jardin des supplices (El jardín de los suplicios) (1899).

## Una mujer libre
Clara, desprovista de apellido, sin duda para no hacer « competencia al registro civil » como Balzac, es una inglesa, pelirroja y de ojos verdes  – « Del verde grisáceo de los tiernos frutos del almendro » – soltera, muy rica y bisexual. Vive en China, cerca de Cantón, donde lleva una existencia ociosa, enteramente dedicada a la búsqueda de placeres perversos. Completamente emancipada, financiera y sexualmente, y liberada de las leyes opresivas y los tabúes que prevalecen en Occidente y que, según su crítica de inspiración anarquista impiden el desarrollo del individuo, pretende gozar de una total libertad. Libertad que utiliza para visitar cada semana el penal de la ciudad, abierto los miércoles a los turistas, presenciando con deleite los castigos atroces infligidos a los condenados a muerte, muchos de ellos inocentes o culpables de crímenes menores.
Clara conoce al anónimo narrador, un estafador de poca monta de la política, a bordo del Saghalien, donde el pseudo-embriólogo, que se ha vuelto comprometedor para su ministro protector, navega rumbo a Ceilán, formando parte de una misión oficial cuyo único objetivo es alejarle de Francia. Ella lo seduce, despertando su deseo junto a su necesidad de desahogarse y, convirtiéndose en su querida así como en su dueña y señora, se lo lleva a China con ella, donde le hará compartir la dulzura de su amante Annie.
Dos años más tarde, a la vuelta del narrador que se había unido a une expedición a Annam para huir de su perniciosa relación con ella, Clara recupera todo su poder sobre él y se complace dominándolo y humillándolo. Lo lleva a visitar el jardín de los suplicios del penal y, al final de sus peregrinajes, en un crescendo de horror, llega al éxtasis durante un terrible ataque de histeria del que va a salir como purificada tras el clímax. La escena tiene lugar en un « barco de flores », un burdel flotante, donde se llevan a cabo orgías y que, según el narrador, se parece más a un lugar de castigo que a un jardín de delicias. Pero, como dice Ki Pai, la barquera que les acompaña de costumbre, « ¡habrá que volver a empezar eternamente! ».

## Una mujer fantasmagórica y sádica
El enigmático personaje de Clara, « hada de los osarios, ángel de la descomposición y la podredumbre », posee todas las características de un personaje fantasmagórico, sin lazo alguno con una realidad plausible que la novela debería reproducir miméticamente, hasta el punto en el que el narrador con la cara destrozada llega a  preguntarse si ella no es un producto de su imaginación : « ¿Existe ella realmente?... me lo pregunto, no sin pánico... ¿No habrá nacido de mis excesos y de mi fiebre?... ¿No es una de esas imágenes imposibles, que se crean en una pesadilla... Una de esas tentaciones de crimen que la lujuria levanta en la imaginación de esos enfermos que son los asesinos y los locos?... ¿No sería acaso mi propia alma, que habiéndose escapado de mi cuerpo, a pesar mío, se materializó en la forma del mismo pecado ?... ».
Este personaje es la ilustración del concepto de finales del siglo XIX de la mujer fatal, demonio todopoderoso que trata a los hombres como marionetas y disfruta de sus humillaciones. Sádica y voyeuse, experimenta un placer intenso y creciente asistiendo a las ejecuciones sofisticadas, que son atributo exclusivo de China, en oposición a las masacres industriales y tecnológicas practicadas a gran escala en la vieja Europa, sin ninguna preocupación por el arte. Como escribió Jean-Luc Planchais, es una « lesbiana sanguinaria y castradora de idéales », que « hace de su propia persona algo absoluto que remplaza a Dios, siendo la destrucción del otro la confirmación de su supremacía ».
Pero Clara es al mismo tiempo masoquista, en la medida en que tiende a imaginarse en el lugar del torturado, cuyo sufrimiento es para ella una fuente incomparable de éxtasis, por ejemplo, cuando asiste al suplicio de las « vergas de hierro » : « Me parecía que la varilla se hundía con cada golpe en mis riñones… ¡Era atroz y muy suave! » Perversa, hace apología de la « lujuria » de cualquier manera, y ve en ella « la perfección del amor », porque « todas las facultades del cerebro del hombre se revelan y se agudizan » y « sólo gracias la la lujuria » se puede alcanzar « el desarrollo total de la personalidad ». Y es en dicha lujuria en la que quiere iniciar al tímido narrador.
A pesar de que este personaje, por sus valores y su reivindicación de ser un « monstruo », parece estar en total contradicción con el humanismo del « dreyfusiano » Octave Mirbeau, el novelista se permite poner en boca de su heroína algunos artículos que publicó, denunciando el colonialismo inglés y francés. De esta forma el lector no puede sentirse más que confundido y poco a gusto, con riesgo de perder sus marcas éticas y estéticas.